# Warnécourt
 Warnécourt  es una población y comuna francesa, en la región de Champaña-Ardenas, departamento de Ardenas, en el distrito de Charleville-Mézières y cantón de Mézières-Centre-Ouest.
Está integrada en la Communauté de communes des Crêtes Préardennaises.
La fiesta local es el tercer domingo de junio. 

## Demografía
| 139 | 136 | 168 | 324 | 373 | 387 |
| Para los censos de 1962 a 1999 la población legal corresponde a la población sin duplicidades (Fuente: INSEE [Consultar]) |     |     |     |     |     |

## Lugares y monumentos
- Castillo (1549).
- Iglesia (1724).
- Casas de piedra y lavadero.